# Рене Панар
Луї́ Франсуа́ Рене́ Пана́р (фр. Louis François René Panhard; 27 травня 1841, Париж — 16 липня 1908, Ла-Бурбуль) — французький інженер, винахідник, автогонщик, піонер автомобільної промисловості. Відомий як автор винаходу під назвою «тяга Панара» та розробник класичного компонування автомобіля FR («front engine — rear wheel drive» — двигун спереду, ведучі колеса задні), яке називали «Systeme Panhard» («система Панара»).

## Біографічні данні

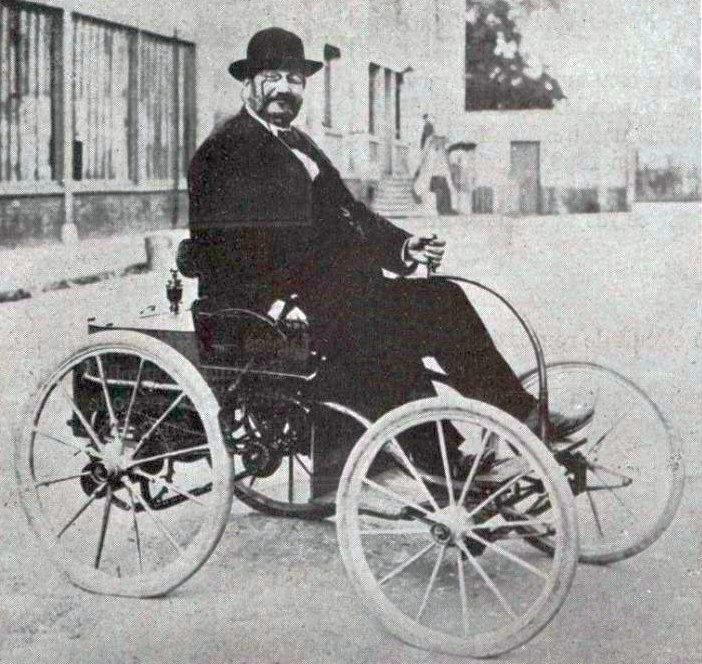
Рене Панар у 1892

Рене панар народився і виріс в Парижі. Після блискучого навчання в коледжі Сен-Барб у Парижі інженерну освіту здобув у Центральній школі Парижа (1864). У1867 році приєднався до компанії Жан-Луї Періна, що виробляла пили і деревообробні верстати, і компанія отримала назву «Périn-Panhard». У 1872 році до них приєднався однокурсник Рене Еміль Левассор, що взяв на себе оперативне керівництво компанією. Після смерті Періна у 1886 році друзі викупили його акції, компанія стала називатись з 1887 року «Panhard et Levassor» (скорочено — PL). У 1889 році вони придбали у Готтліба Даймлера ліцензію на його двоциліндровий двигун внутрішнього згоряння, а у 1890 році Панар і Левассор створили свій перший зразок автомобіля з двигуном конструкції Даймлера.

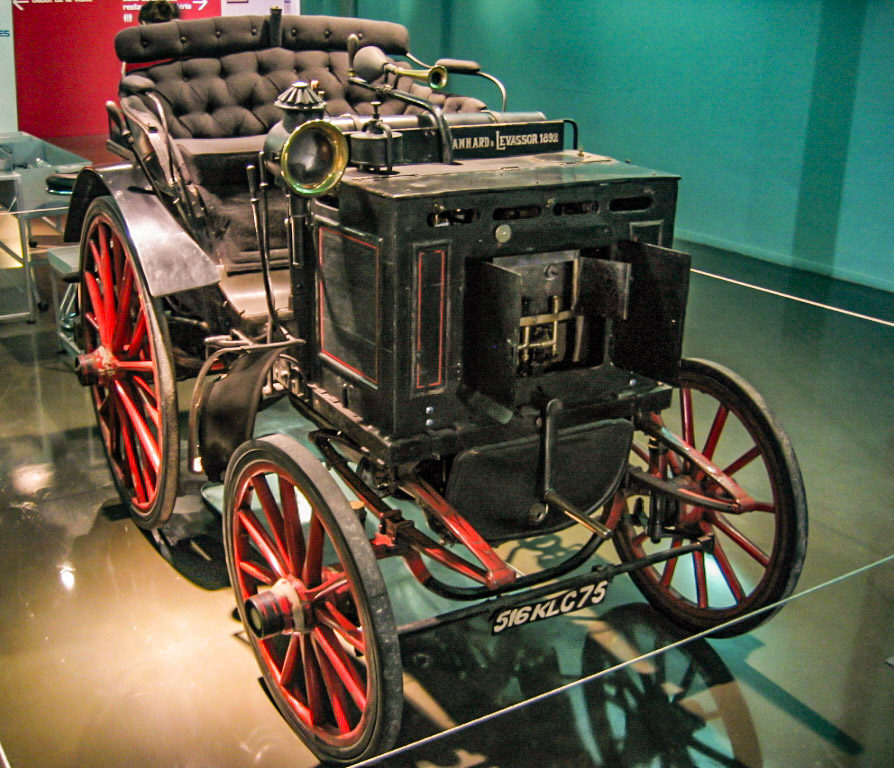
Автомобіль «Panhard & Levassor» (1892)

Автомобілі, які виготовлялись на підприємстві, носили марку «Panhard & Levassor». За конструкцією вони були досить прогресивними для свого часу та виграли безліч змагань. Панар брав участь у багатьох автоперегонах і зокрема здобув перемогу у перегонах Париж-Руан у 1894 році, виграв перші великі автоперегони у світі Париж-Бордо-Париж у 1895 році і Тур де Франс у 1899-му.
Будучи палким прихильником автомобіля, Панар взяв участь у заснуванні у 1895 році Автомобільного клубу Франції. У 1896 році Левассор потрапив в аварію під час перегонів Париж — Марсель — Париж і помер через рік, так остаточно і не одужавши.
Автомобілі компанії домінували в усіх автоперегонах до 1900 року. На початку 1900-х років компанія уже пропонувала своїм клієнтам широкий асортимент розкішних автомобілів. У 1904 році Панар отримав головний приз на Всесвітній виставці у Сент-Луїсі.
Рене Панар помер 16 липня 1908 року у Ла-Бурбулі, де проходив лікування.
Після смерті Рене Панара фірму успадкували його сини Поль (Paul) та Іпполіт (Hippolyte). Компанія «Панар-Левассор» успішно працювала до 1965 року, коли увійшла до складу компанії «Citroën».
До заслуг Панара-конструктора слід, у першу чергу, віднести створення та розвиток так званої класичної компоновки автомобіля, винахід та використання схеми повертання керованого колеса навколо власного шворня замість повороту всієї осі, впровадження карданної передачі у трансмісії замість ланцюгової, використання напівеліптичних ресор на всіх колесах і поперечної направляючої тяги для заднього ведучого моста, що отримала назву «тяга Панара».